# Libera (chœur)
Pour les articles homonymes, voir Libera.
Libera est un ensemble maîtrisien britannique composé de garçons, pour la plupart issus du chœur de la paroisse St. Philips de Norbury, au sud de Londres, et dirigé par Robert Prizeman.

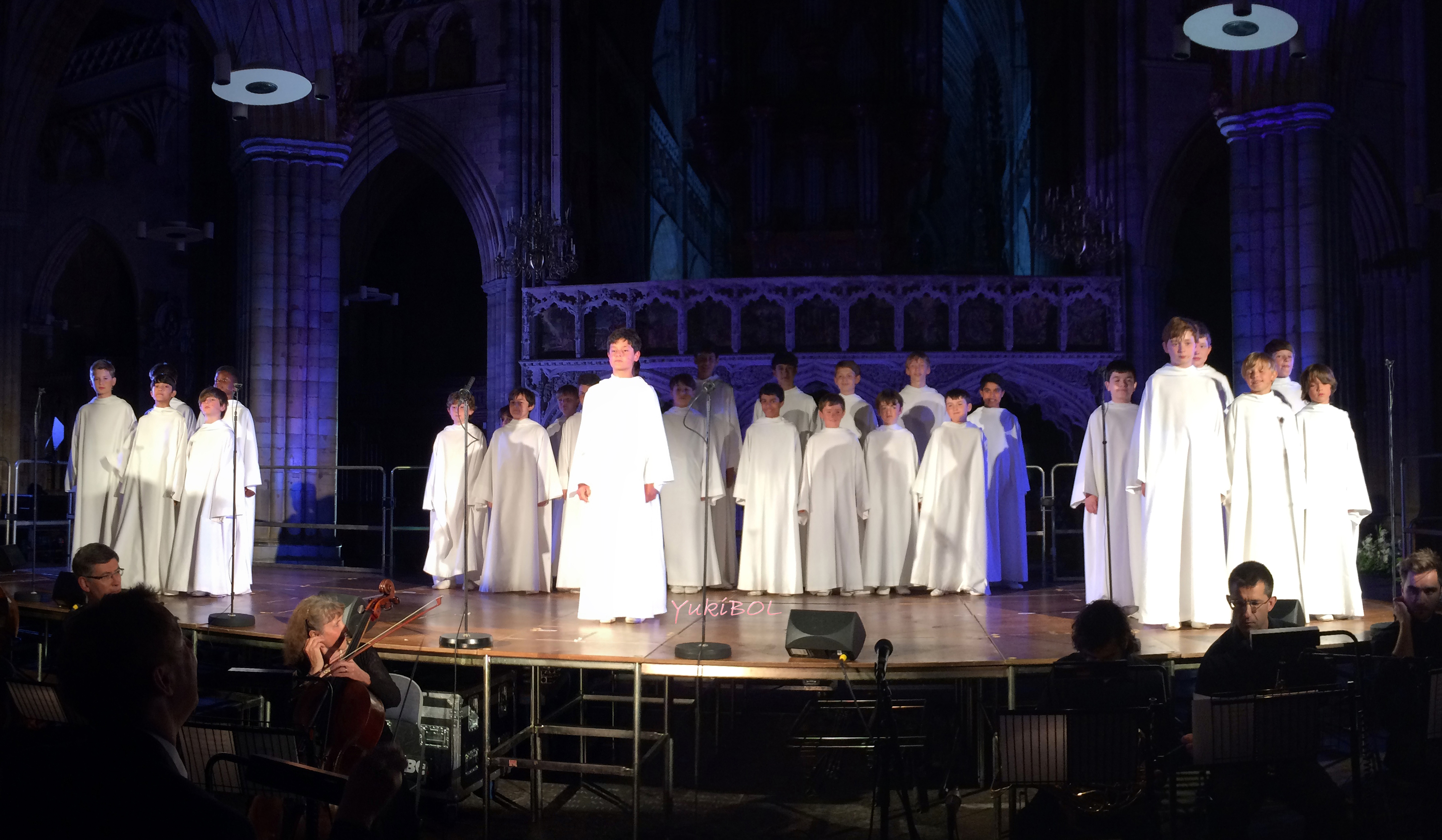
Libera en concert à Exeter en 2015.

## Historique
Dans les années 1970, le St. Philips Boy's Choir ne comptait que 3 garçons. Sa carrière commerciale commence en 1984 avec la participation au single  de Sal Solo, San Damiano. En 1998, l'ensemble  adopte le nom de Libera, inspiré de la chanson-éponyme, basée sur le répons Libera me de la messe de requiem, afin de refléter l'élargissement de son répertoire et de toucher un public plus large. Si l'effectif varie d'une année sur l'autre, Libera compte à ce jour environ une trentaine de garçons, de sept à seize ans.
En 1970, Robert Prizeman, alors âgé de 18 ans, succède à Alan Tonkin au poste de chef de chœur. Aujourd'hui producteur du chœur, il a composé ou arrangé la plupart de leur répertoire. Organiste de formation, il a été, jusqu’en 1985, conseiller musical pour les chants religieux à la BBC.
Les répétitions et la formation musicale des choristes, non professionnels, ont lieu 2 ou 3 fois par semaine pendant environ 3 heures de temps. La plupart d'entre eux joue au moins d'un instrument de musique. Les albums, tournées et apparitions télévisées de Libera s'ajoutent aux offices du dimanche de la paroisse et à d'autres activités sociales. Leur tenue de concert consiste la plupart du temps en une aube-coule blanche.

## Discographie

### Singles
- 1984 : San Damiano  – MCA
- 1987 : Sing Forever – BBC
- 1988 : Adoramus (Adoramus te) – BBC
- 1994 : Christmas Wrapping – Sony Music
- 1995 : Libera Remixes – Mercury
- 2006 : Rest In Peace (dans le cadre de l'anniversaire des attentats du 11 septembre 2001)
- 2015 : What a Wonderful World - Parlophone Records (Warner)
- 2015 : Santa Will Find You (Disponible exclusivement sur internet.)

### Albums
- 1988 : Sing for Ever – BBC Enterprises
- 1990 : New Day –  BMG Enterprises
- 1992 : Angel Voices – Music Club
- 1995 : Angel Voices –  Ecla Masters (reprise de l'album de 1992)
- 1996 : Angel Voices 2 – Music Club
- 1996 : Peace On Earth – Crimson (reprise des albums précédents)
- 1997 : Angel Voices 3 – Music Club
- 1999 : Libera – Erato[1]
- 2001 : Luminosa – Warner Classics
- 2003 : Complete Libera  – Warner Music (double-CD comprenant Libera et Luminosa)
- 2004 : Free – EMI Classics
- 2005 : Visions[2] – EMI Classics
- 2006 : Welcome to Libera's World – EMI Classics (sorti seulement au Japon, identique à l'album Visions avec un inédit, Far Away)
- 2006 : Libera - Angel Voices[3] – EMI Classics
- 2007 : Angel Voices - Libera in Concert[4]  – EMI Classics (sorti en DVD et en CD, enregistrement du concert du 31 mai 2007 à Leyde)
- 2008 : New Dawn[5] – EMI Classics
- 2008 : Prayer – EMI Classics (sorti uniquement au Japon)
- 2008 : Eternal - The Best of Libera – EMI Classics (double CD)
- 2010 : Peace – EMI Classics
- 2011 : Miracle of Life – EMI  Classics (sorti uniquement au Japon)
- 2011 : The St. Philip's Boys Choir: The Best of Angel Voices – EMI  Classics (compilation de Angel Voices et Angel Voices 2)
- 2011 : The Christmas Album – EMI  Classics
- 2012 : Angel Voices 2012 – EMI  Classics (compilation sortie uniquement au Japon)
- 2012 : Song of Life: A Collection – EMI  Classics (compilation comprenant le titre inédit Song of Life)
- 2013 : Angels Sing: Christmas in Ireland – Warner  Classics (sorti en DVD et en CD, enregistrement du concert du 9 août 2013 à Armagh)
- 2015 : Angels Sing: Libera in America - Warner Classics (sorti en DVD et en CD, enregistrement du concert du 7 août 2014 à Washington)
- 2015 : Angel - (sorti uniquement au Japon, titre japonais 天使のくれた奇跡 : Anges donnez-moi un miracle)
- 2015 : The Holiday EP - (CD 4 titres avec le titre inédit Santa Will Find You)
- 2017 : Hope  –  Invisible Hands Music
- 2018 : Beyond
- 2019 : Christmas Carols with Libera
- 2020 : Apart but Together - EP
- 2021 : If
- 2023: Forever
- 2024: Dream

### Musiques de film
- 1995 : L'Armée des douze singes
- 1996 : Roméo + Juliette
- 1998 : Cousin Bette
- 2001 : Hannibal
- 2004 : Le Marchand de Venise
- 2016 : Kubo et l'Armure magique

### Participations à d'autres albums ou singles
- 1984 : San Damiano, par Sal Solo (en)
- 1990 : Christmas Wrapping, par Tony Robinson
- 1994 : The Christmas Album, Vol 2, par Neil Diamond
- 1997 : The Big Picture, par Elton John
- 2002 : Aled, par Aled Jones (en)
- 2003 : Higher, par Aled Jones
- 2004 : The Christmas Album, par Aled Jones